# Trebbia
De Trebbia is een rivier in het noorden van Italië. De rivier is 115 km lang en is een zijrivier van de Po. De Trebbia stroomt door de provincies Genua en Piacenza, en vormt voor een klein gedeelte de grens van laatstgenoemde met de provincie Pavia. In de Romeinse Oudheid heette de rivier Trebia.

## Loop

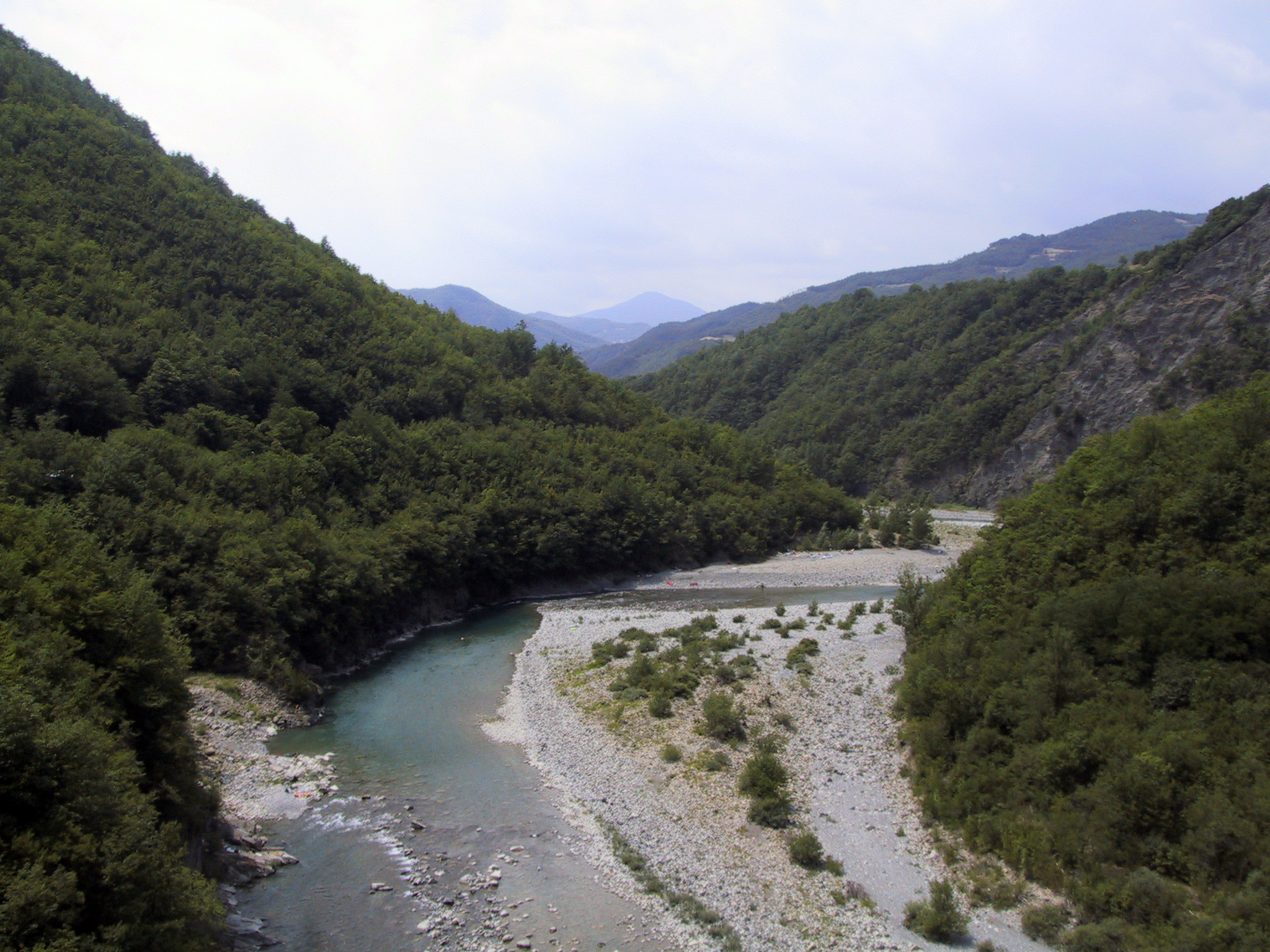
Valle Trebbia

De Trebbia ontspringt op de hellingen van de Ligurische Monte Prelà op een hoogte van 1406 m. Na enkele kilometers door Ligurië, onder andere Montebruno en Rovegno, gestroomd te hebben komt hij bij Garbarino, waar de beek de Terenzone de Trebbia instroomt, Emilia-Romagna binnen. De rivier kent hier een tamelijk meanderende loop. Na achtereenvolgens de gemeenten Ottone en Zerba te hebben doorkruist, stort de rivier zich door een serie kloven de gemeente Corte Brugnatella binnen. Hierna verdubbelt het gemiddelde volume van de rivier doordat de belangrijkste zijrivier, de Aveto, in de Trebbia stroomt. De rivier stroomt verder naar het noorden waarbij het dal steeds breder wordt. Na nog een serie stroomversnellingen, geliefd bij kanoërs, bereikt hij Bobbio. Vanaf Bobbio stroomt de Trebbia in noordwestelijke richting door een steeds breder wordende vallei, daarbij grote grindbanken opwerpend. Bij Rivergaro stroomt hij de Povlakte in, om door een brede bedding stromend uiteindelijk bij Piacenza in de Po te stromen.
Het gemiddelde debiet van de Trebbia is ongeveer 40 m³/s. Het debiet is aan grote schommelingen onderhevig, in extreme omstandigheden bedraagt het soms zelfs 2500 m³/s. 's Zomers staat de bedding soms echter al vanaf Rivergaro tot aan de monding in de Po droog.

## Geschiedenis
Aan de oevers van de Trebia hebben in het verleden twee veldslagen plaatsgevonden.
In de eerste slag bij de Trebia (218 v.Chr.) versloeg Hannibal de Romeinse legioenen onder aanvoering van de consul Tiberius Sempronius Longus.
In de tweede slag bij de Trebbia in 1799, tijdens de napoleontische oorlogen, versloeg de Russische generaal Aleksandr Soevorov de Fransen onder leiding van generaal MacDonald.